# Chi Dây cóc
Chi Dây cóc (danh pháp khoa học: Aganope) là một chi thực vật có hoa thuộc họ Fabaceae. Nó thuộc phân họ Đậu. Danh pháp đồng nghĩa là Ostryocarpus.
Tại Việt Nam có 2 loài thuộc chi này:
- Aganope heptaphylla: dây cóc bảy lá, cóc kèn bảy lá.
- Aganope thyrsiflora: dây cóc, cóc kèn chùy dài.

## Hình ảnh

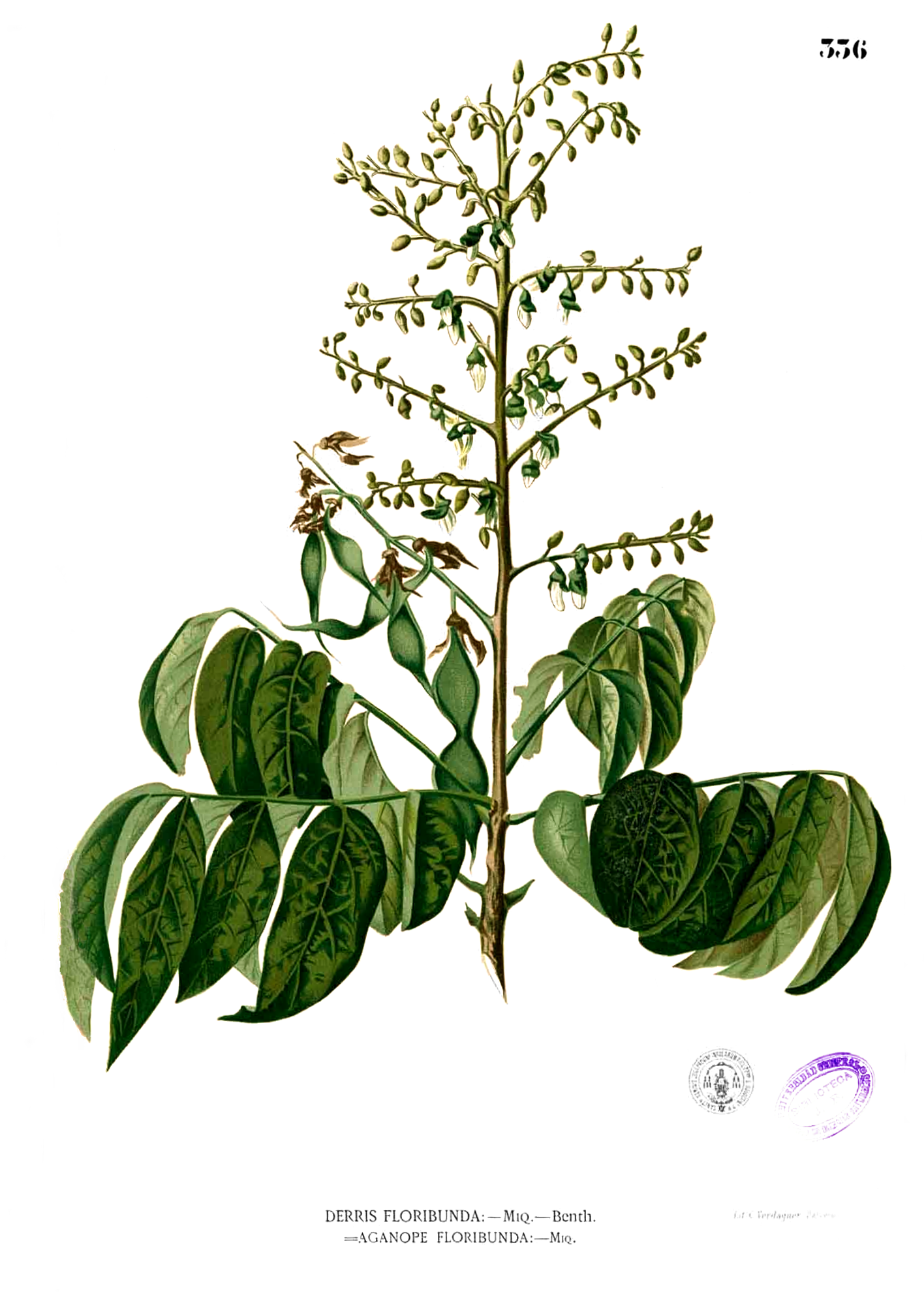
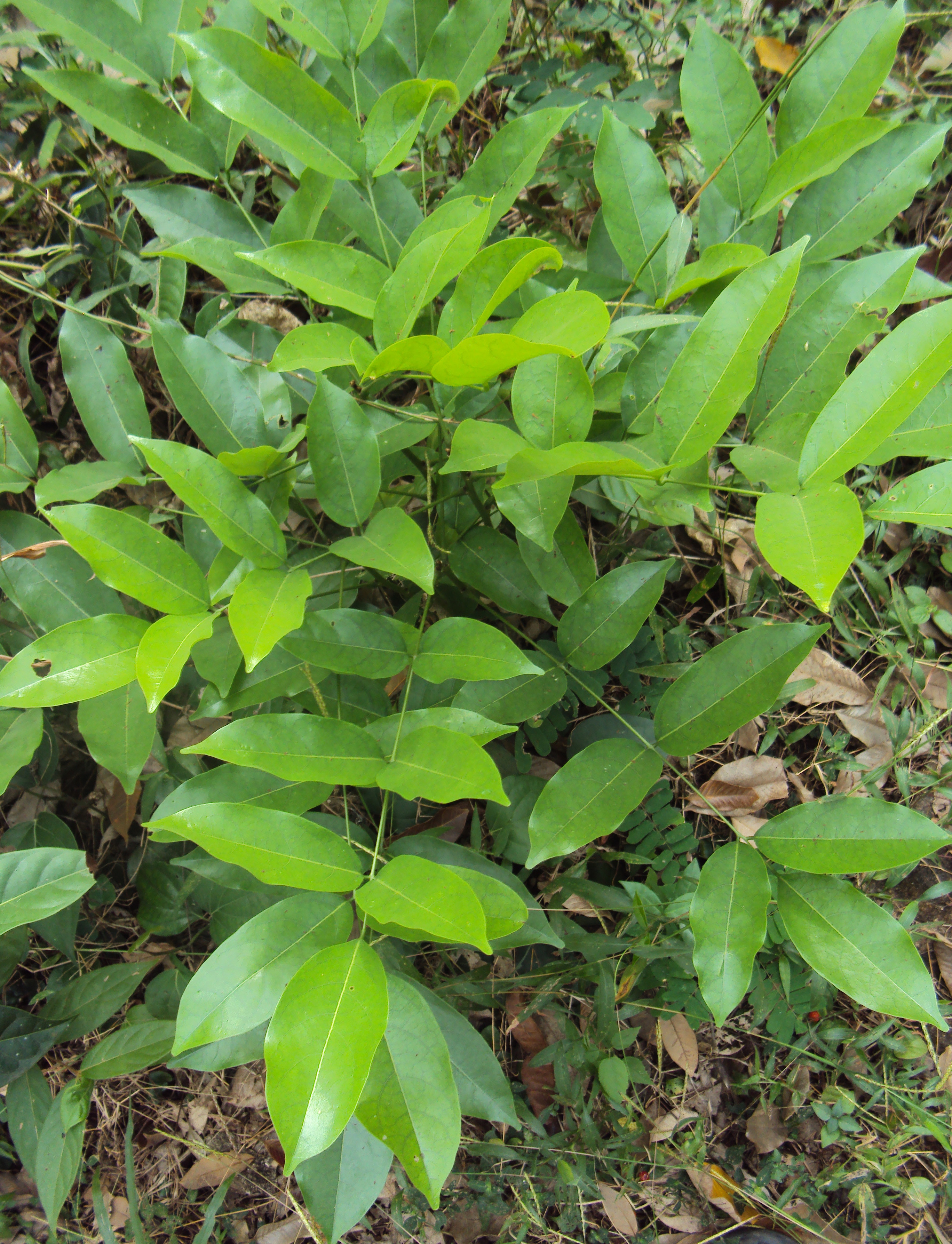
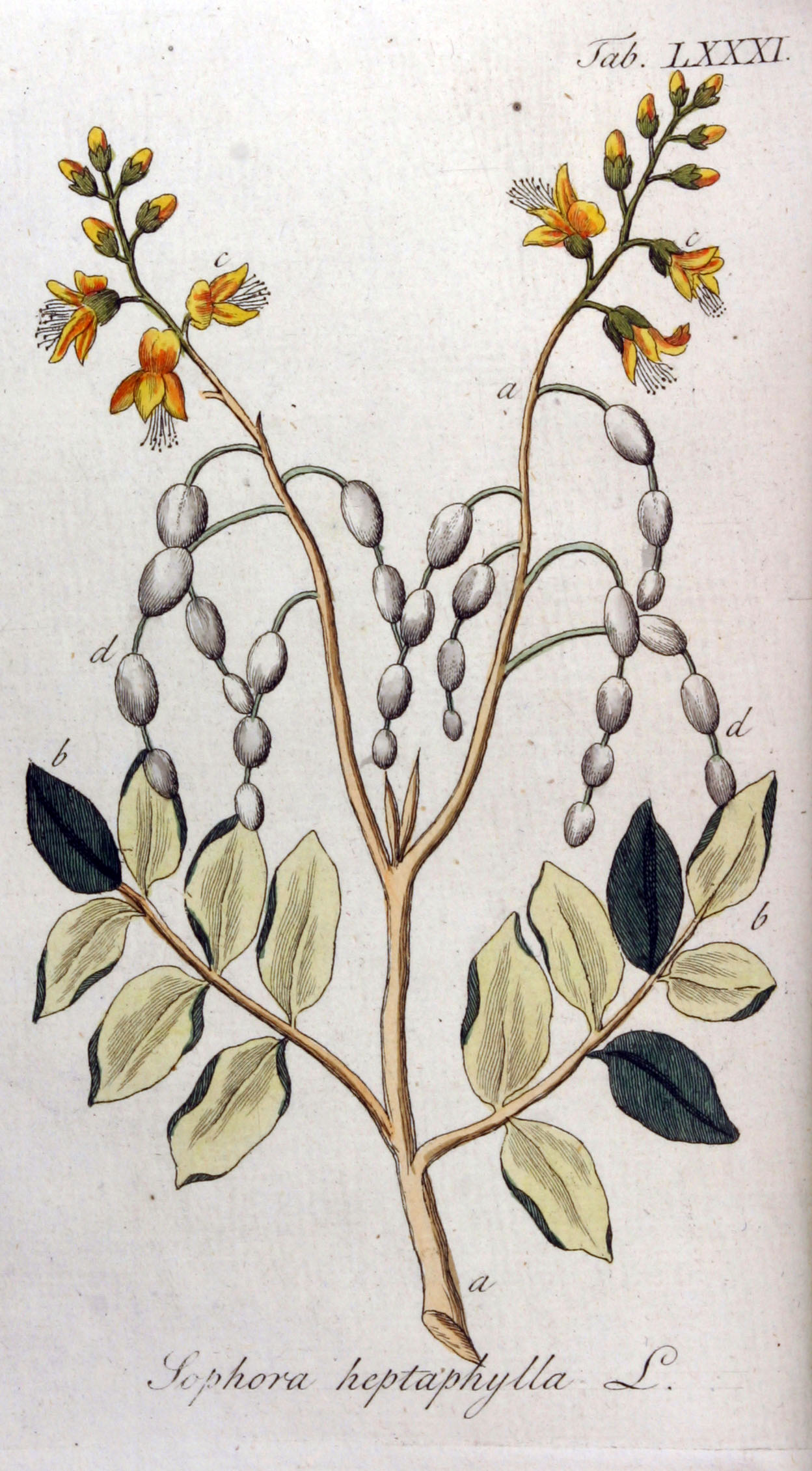